# Pasar Panyabungan
Pasar Panyabungan is een bestuurslaag in het regentschap Padang Lawas van de provincie Noord-Sumatra, Indonesië. Pasar Panyabungan telt 629 inwoners (volkstelling 2010).